# Montevago
Montevago – miejscowość i gmina we Włoszech, w regionie Sycylia, w prowincji Agrigento.
Według danych na styczeń 2010 gminę zamieszkiwały 3023 osoby przy gęstości zaludnienia 93,2 os./1 km².

## Miasta partnerskie
- Pieszczany